# Vašírov
Vašírov (Duits: Waschirow) is een dorp in de Tsjechische gemeente Lány in de regio Midden-Bohemen en maakt deel uit van het district Kladno.
Vašírov telt 183 inwoners (2023).

## Etymologie
De naam van het dorp is afgeleid van de persoonsnaam Vašír en betekend Vašírs Hof. De naam Vašír is afgeleid van het Duitse woord Wascher, iemand die erts afspoelt, maar wat ook kletskous betekent. In historische bronnen komt de naam voor in de vormen Wassyerzow (1406), pod Wasserzowem (1473), Wassyrow (1558), pod vsí Wassirowem (1582), Wasserow i Waressow (1654) en Waschirow (1845).

## Geografie
In de uiterwaarden van de vallei heeft zich een veenafzetting gevormd. Na 1786 — op aanraden van de klerk Matyáš Michal Danielis — werd turf gewonnen als brandstof. In 1929 begon Karl Rudolph — die de methode van pollenanalyse in Tsjechië introduceerde — het veen te onderzoeken. Met het stuifmeel dat in het veen is afgezet, kan de samenstelling van bomen tot twaalfduizend jaar geleden worden achterhaald.

## Geschiedenis
De eerste schriftelijke vermelding van het dorp dateert van 1406.
Sinds 1960 maakt Vašírov deel uit van de gemeente Lány.

## Bezienswaardigheden
- Dorpskapel

## Bekende inwoners
- Karel Hajniš, hoogleraar anatomie en professioneel publicist[5]

## Galerij

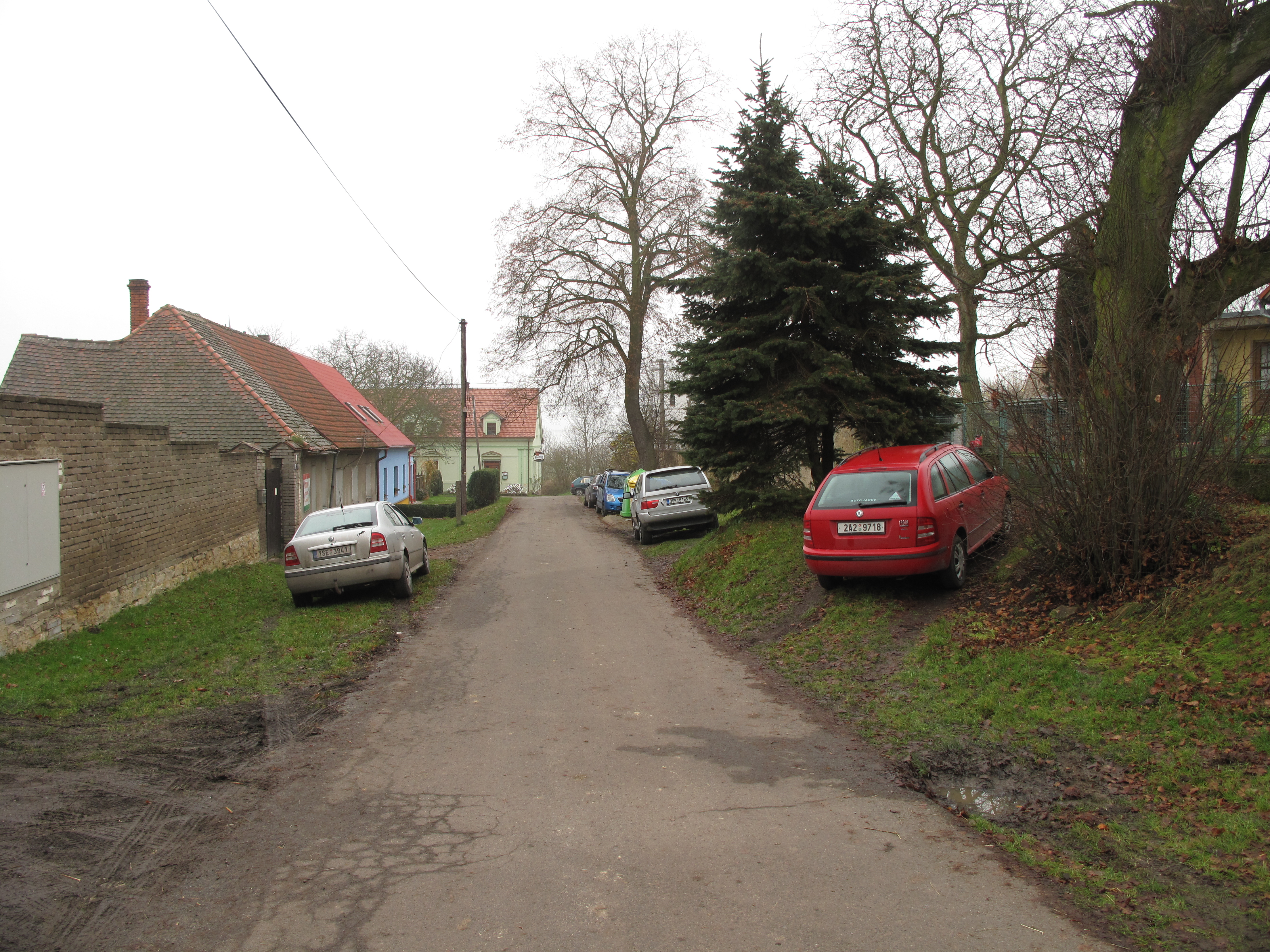
Straatje in Vašírov
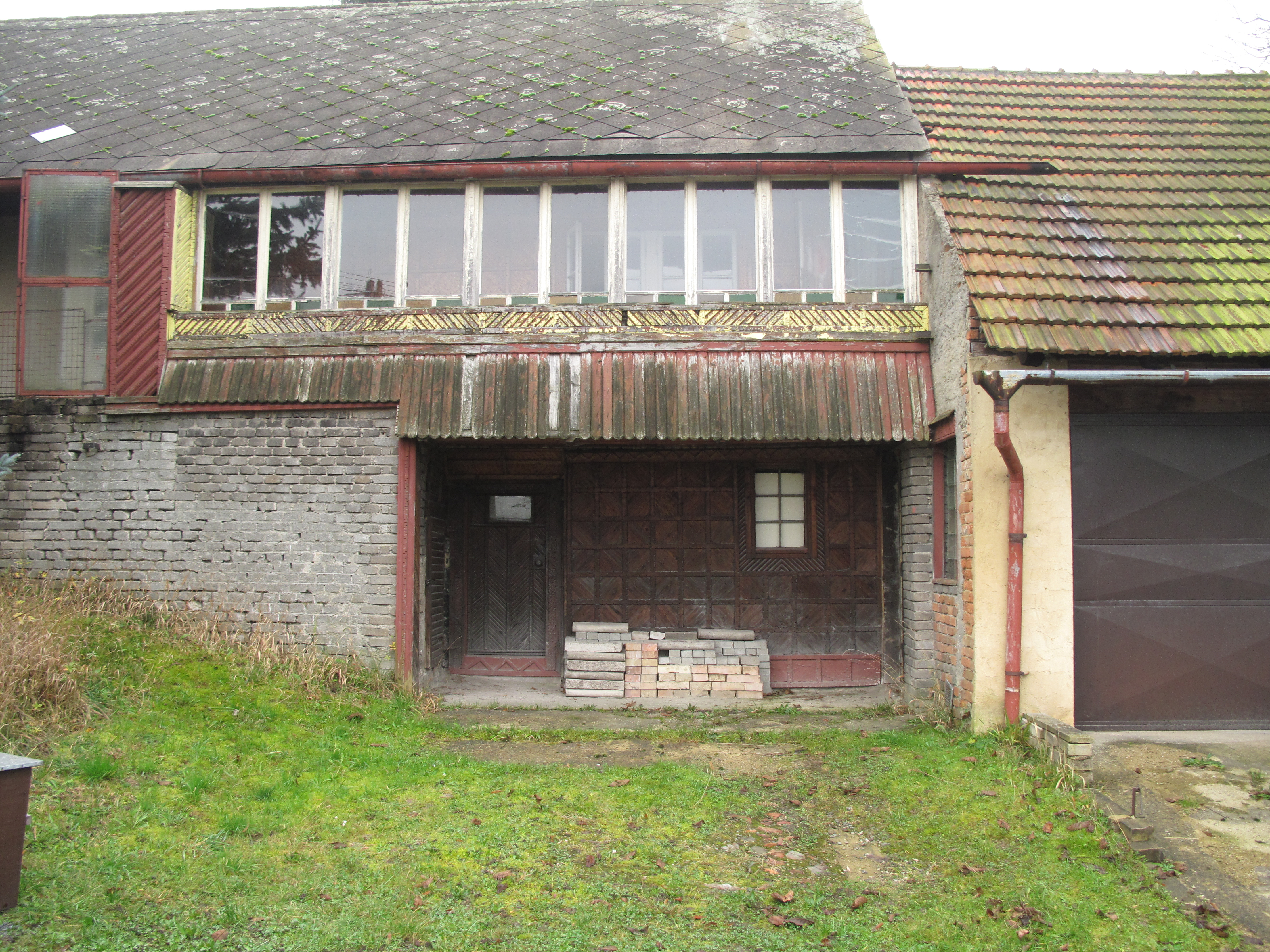
Boerderĳ in Vašírov
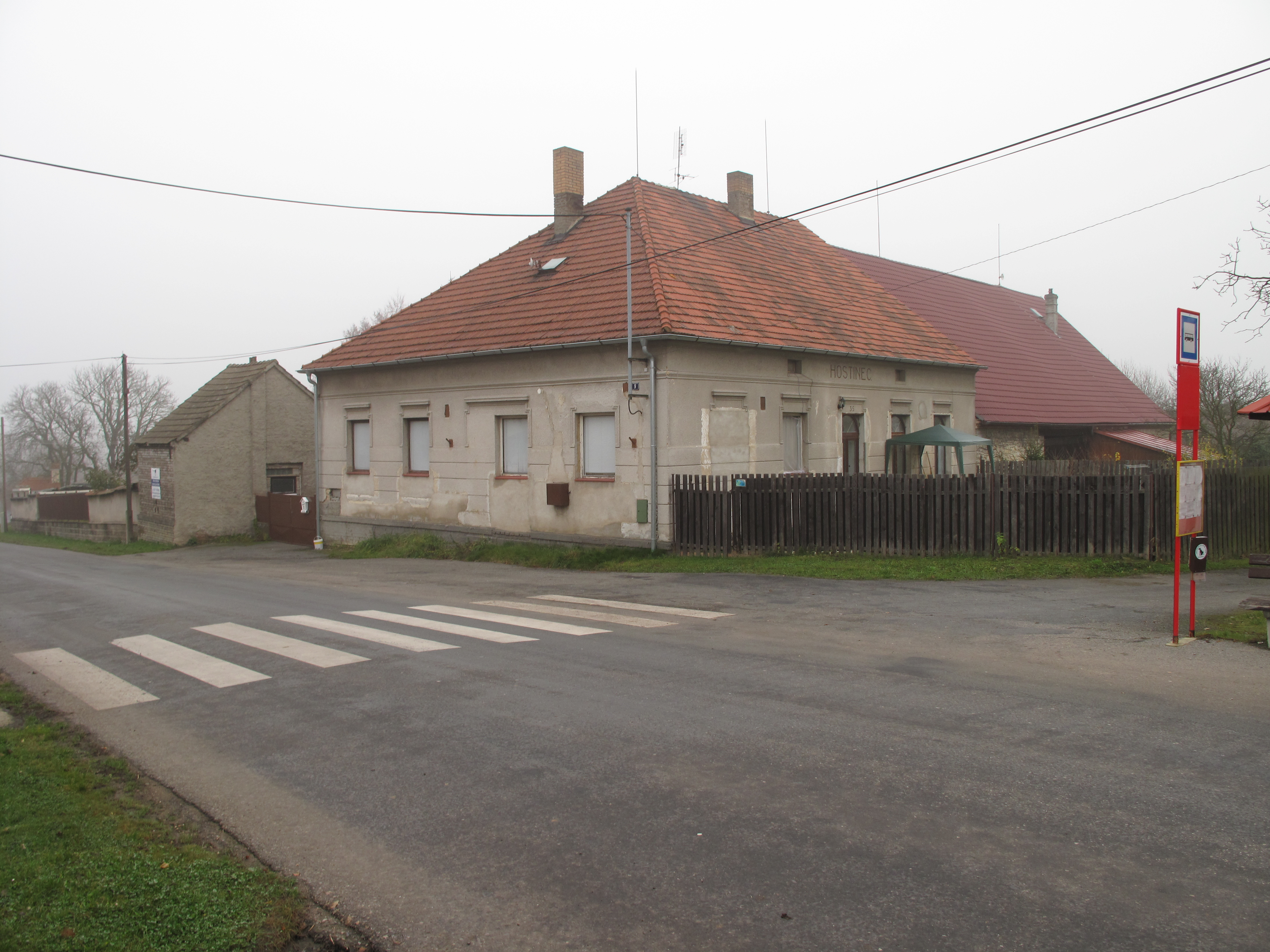
Huis in Vašírov (1)
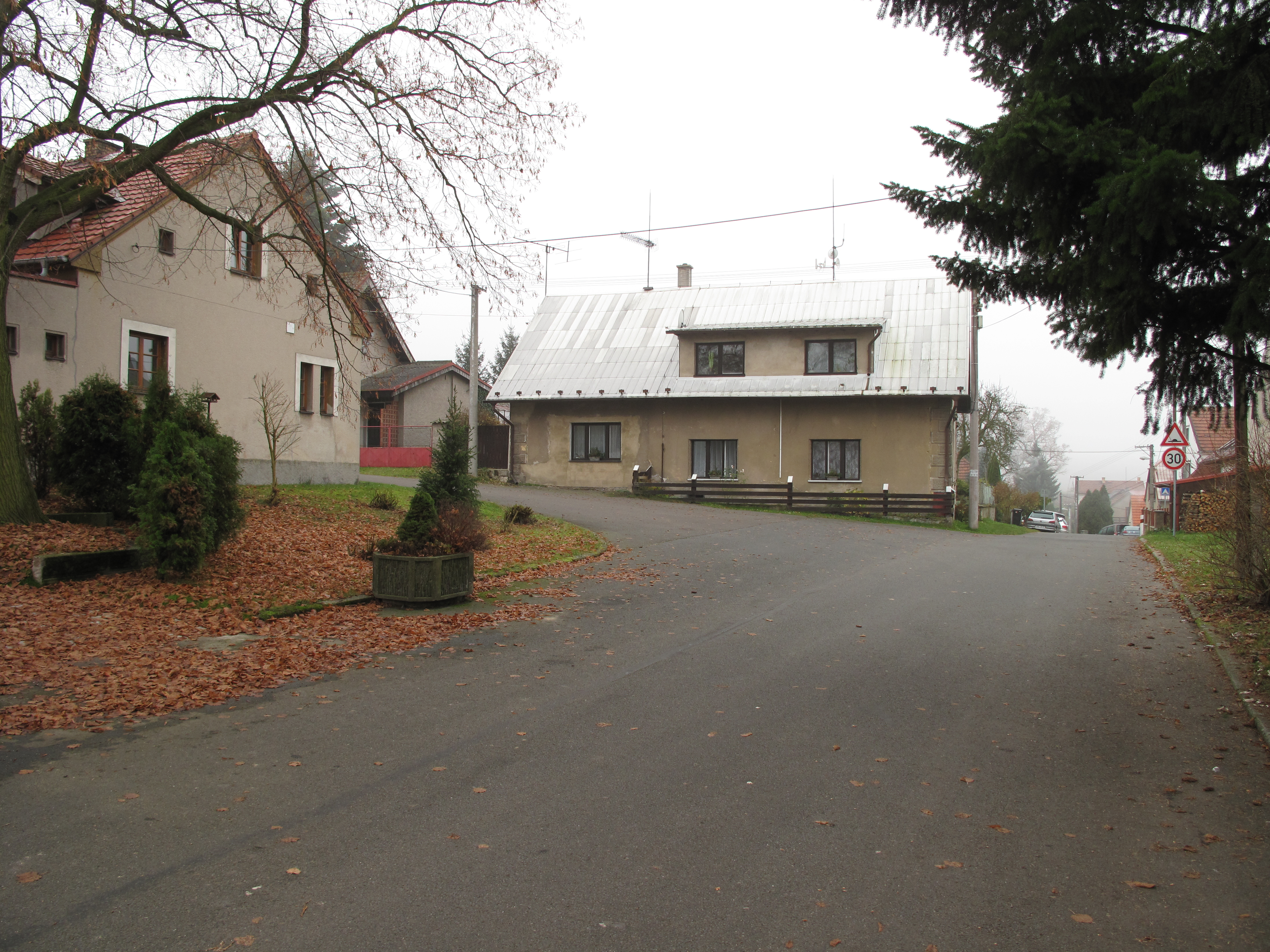
Straat in Vašírov
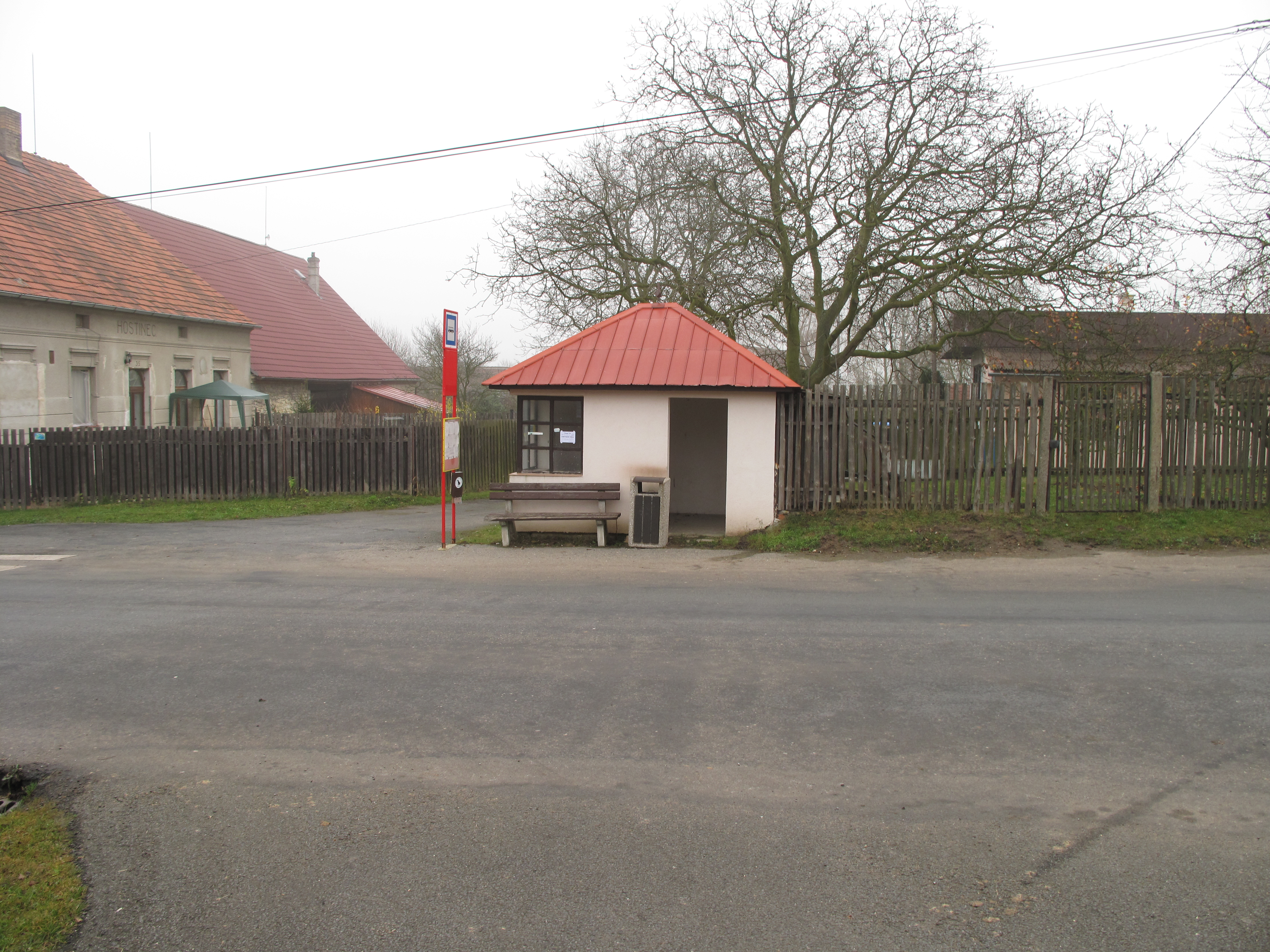
Bushalte in het dorp
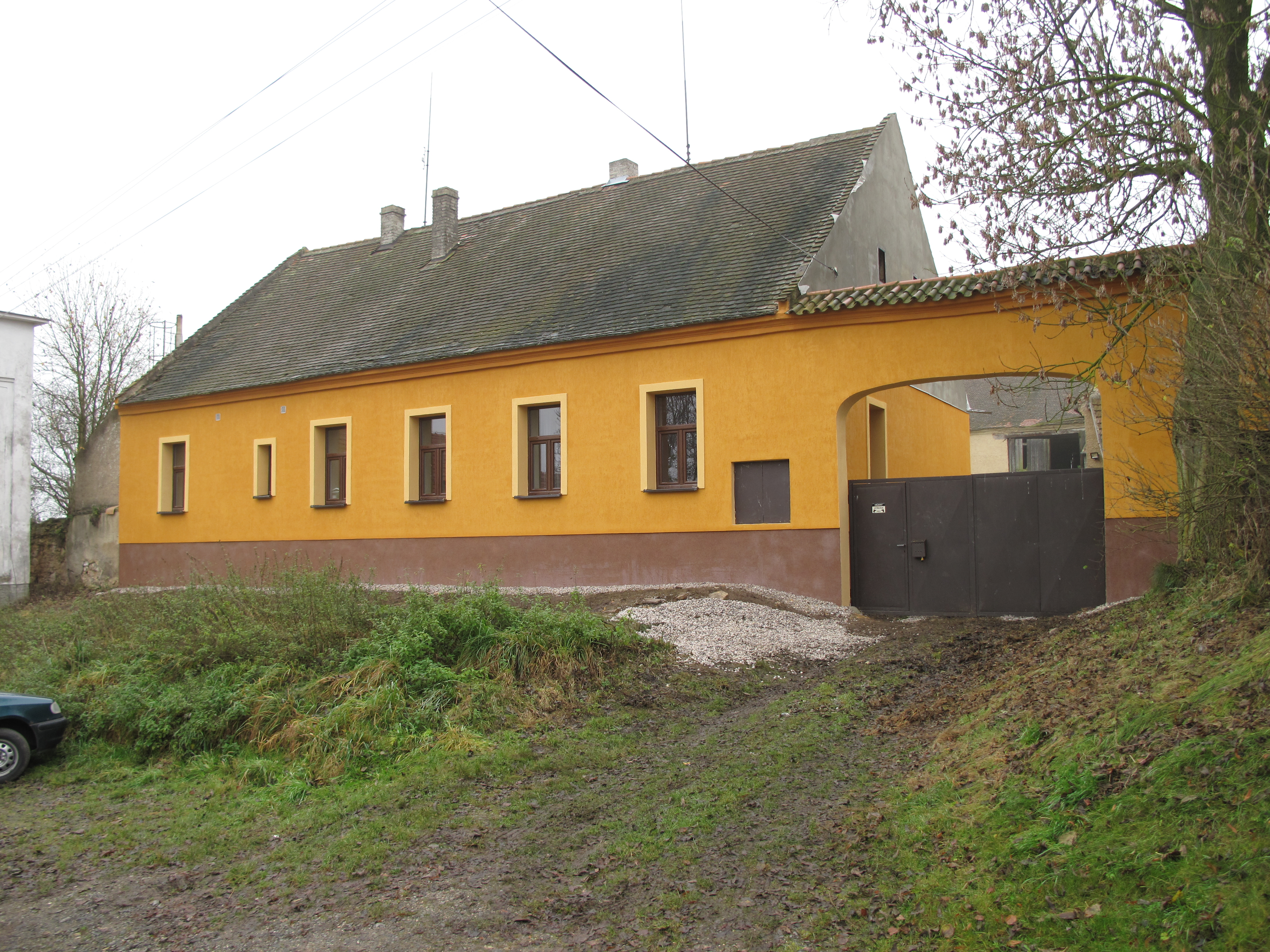
Huis in Vašírov (2)